# IV Assemblea nazionale del popolo
La IV Assemblea nazionale del popolo (cinese: 第一届全国人民代表大会) fu eletta nel 1975 e restò in carica fino al 1978. Era composta da 2885 deputati e si riunì in una sola sessione, che si tenne nel gennaio 1975. Allo scoppio della grande rivoluzione culturale proletaria, nel 1966, l’Assemblea era stata di fatto bloccata per un certo periodo di tempo: i raduni di massa e i comitati rivoluzionari erano praticamente divenuti i nuovi momenti di dibattito, anche in senso legislativo. Le elezioni previste per il 1969 erano state annullate, mentre a livello locale i comitati rivoluzionari si erano sostituiti gradualmente alle assemblee popolari. L’Assemblea decise quindi l'approvazione di una nuova Costituzione, che riportò ordine nel sistema politico (in particolare costituzionalizzando i comitati rivoluzionari) e che definì l’Assemblea "massimo organo del potere statale sotto la direzione del Partito Comunista Cinese", rafforzando l'influenza del Comitato centrale del Partito Comunista Cinese negli affari statali. 
Con l'abolizione della carica di presidente della Repubblica, peraltro, le funzioni di capo di Stato passavano al presidente del Comitato permanente. Inoltre, l’Assemblea elesse le nuove cariche dello Stato:
- presidente del Comitato permanente dell'Assemblea nazionale del popolo: Zhu De
- primo ministro del Consiglio di Stato: Zhou Enlai;
- presidente della Corte suprema del popolo: Jiang Hua.

Le cariche di presidente della Repubblica Popolare Cinese e di vicepresidente della Repubblica Popolare Cinese furono abolite proprio su suggerimento del presidente del Partito Comunista Cinese Mao Zedong.